# Francisco de Paula (santo)
San Francisco de Paula (Paula, Reino de Nápoles, 27 de marzo de 1416-Tours, Francia, 2 de abril de 1507) fue un eremita, fundador de la Orden de los Mínimos y santo de la Iglesia católica italiano. A diferencia de otros fundadores de órdenes religiosas, nunca fue ordenado sacerdote.

## Biografía
Sus padres fueron los campesinos Giacomo Martolilla, natural de Paula, y Vienna, de Fuscaldo. Llevaban muchos años casados cuando se encomendaron a san Francisco de Asís para tener un hijo, que nació el 27 de marzo de 1416. Fue bautizado como Francisco Roberto: Francisco por la intercesión de san Francisco de Asís y Roberto por ser aquel día la festividad de san Ruperto de Salzburgo (también conocido como san Roberto). El matrimonio tuvo otros dos hijos.
Los padres no pudieron enseñarle a leer y a escribir, pero sí le dieron una enseñanza religiosa.
Cuando era un bebé, tuvo una enfermedad en un ojo. Una vez más, sus padres se encomendaron a san Francisco de Asís y se comprometieron a que su hijo vistiese durante un año el hábito franciscano en un convento de esta orden, algo que era habitual en la Edad Media. El bebé se curó después de aquello. Desde pequeño, Francisco fue una persona religiosa y mostró una gran obediencia con sus padres.
A los 13 años una visión de un fraile franciscano le recordó el voto hecho por sus padres. Se vistió con el hábito de esta orden y estuvo un año en el convento de Nuestra Señora de los Ángeles de San Marco Argentano, en la diócesis de Cosenza. En este lugar se caracterizó por su amor a la oración y la penitencia, así como por su humildad y su obediencia. Pasado el año peregrinó con sus padres a Roma, Asís, Loreto, Espoleto, Montecasino y la ermita de Monteluco. En Roma quedó escandalizado por el lujo de los altos dignatarios eclesiásticos y, según la tradición, le dijo al cardenal Cusano que Jesús no había tenido vestidos tan suntuosos. Esto le ayudó a meditar sobre una vida religiosa basada en la pobreza.
Al regresar a Paula, se fue a una cueva aislada en la finca de su padre y vivió allí en soledad. Posteriormente se fue a otra cueva aún más aislada, en la costa del Mediterráneo. Permaneció allí unos seis años, dedicado a la oración y a la penitencia.

### Frailes mínimos

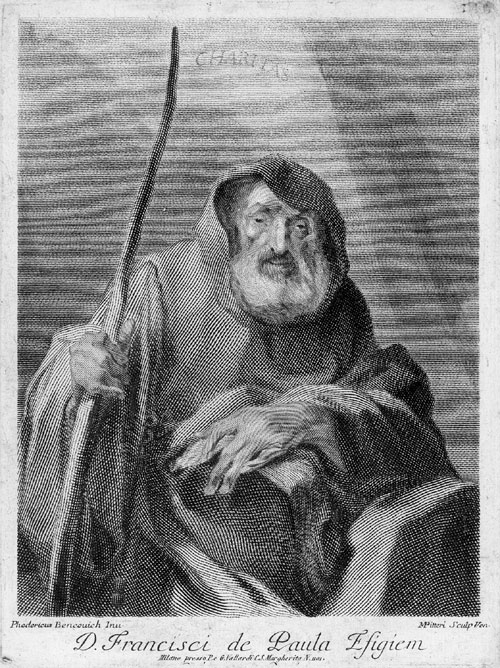
San Francisco de Paula. Grabado del

En 1435 dos jóvenes le pidieron ser discípulos suyos y él accedió. Para acomodarlos hizo construir un monasterio con tres celdas y una capilla. En 1436 él y sus dos seguidores comenzaron con el movimiento de los Eremitas de San Francisco de Asís, que posteriormente se llamaría Orden Mínima. Ese nombre hace referencia a que son "los últimos de todos los feligreses". La humildad pasó a ser lo principal de este grupo y de la vida de Francisco. Además de los votos de pobreza, castidad y obediencia, la abstinencia de carne y otros productos de origen animal, como leche y huevos, se convirtió en el "cuarto voto". Francisco siguió siempre esta dieta, que muchos católicos habían dejado de practicar en el siglo XV. Las normas de vida adoptadas por Francisco y sus religiosos eran de una gran severidad. Él sentía que la penitencia heroica era necesaria para el crecimiento espiritual.
El número de discípulos creció y, hacia 1454, con el permiso de Pirro Caracciolo, arzobispo de Cosenza, Francisco construyó un monasterio con una iglesia. La construcción de este monasterio generó una gran ilusión y devoción de muchas personas hacia Francisco: incluso los nobles proporcionaron piedras y participaron en los trabajos. La devoción aumentó por los muchos milagros que obraba este santo entre los que rezaban con peticiones. Por la gran afluencia de devotos, el monasterio fue ampliado entre 1469 y 1474.
La fama de santidad de Francisco se difundió rápidamente. En 1467 el papa Pablo II mandó a Paula a un emisario para conocer a la congregación. Este fue Baltasar de Spigno (también nombrado como Baldassarre de Gutrossis), jurisconsulto. Al principio le reprochó su austero modo de vida, alegando que era propio de personas rústicas pero no de otro tipo de gentes, como los nobles. Finalmente, aceptó su modo de vida y ese año el papa les concedió indulgencias para que pudieran comprar enseres y conservar sus edificios.
En 1470 Baltasar se unió y se dirigió al arzobispo Caracciolo para que aprobase oficialmente la congregación. El arzobispo acogió favorablemente la petición y el 30 de noviembre de 1470 promulgó la constitución Decet nos, donde el arzobispo renunció a la autoridad sobre la congregación y la puso bajo la autoridad de la Santa Sede.
Posteriormente, fray Baltasar se dirigió al pontífice para el reconocimiento por la Santa Sede. Sixto IV en la bula Sedes apostolica del 17 de mayo de 1474 reconoció a la Congregación de Ermitaños de San Francisco de Asís en el Territorio de Padua, en la que los miembros optaban por vivir de modo cuaresmal de forma permanente. El documento les concedió los mismos derechos que a los frailes mendicantes y se nombró a Francisco su superior perpetuo. El documento les facultaba para escribir una regla para su comunidad y para asumir el título de Ermitaños de San Francisco. Esta regla fue aprobada formalmente por el papa Alejandro VI, quien, sin embargo, cambió su título por el de Mínimos.
Francisco fue invitado a fundar nuevas comunidades en Calabria. En 1472 adquirió unos terrenos para la construcción de un monasterio en Paterno Cálabro. Luego fundó los monasterios de Spezzano della Sila (1474), Corigliano Calabro (1476) y Crotona, quedando este último a cargo de fray Paolo Rendacio. En marzo de 1464 Francisco partió de Paterno Calabro hacia Milazzo, en la isla de Sicilia, para fundar otro monasterio. En abril de ese año ocurrió el milagro del estrecho de Mesina: el religioso, con dos de sus discípulos, quiso tomar una barca para cruzar el estrecho pero el barquero le rechazó porque no tenía dinero, por lo que puso su manto sobre el mar y los tres cruzaron el estrecho sobre él. Por esto, Pío XII lo nombró patrón de la gente de mar de Italia el 27 de marzo de 1943.

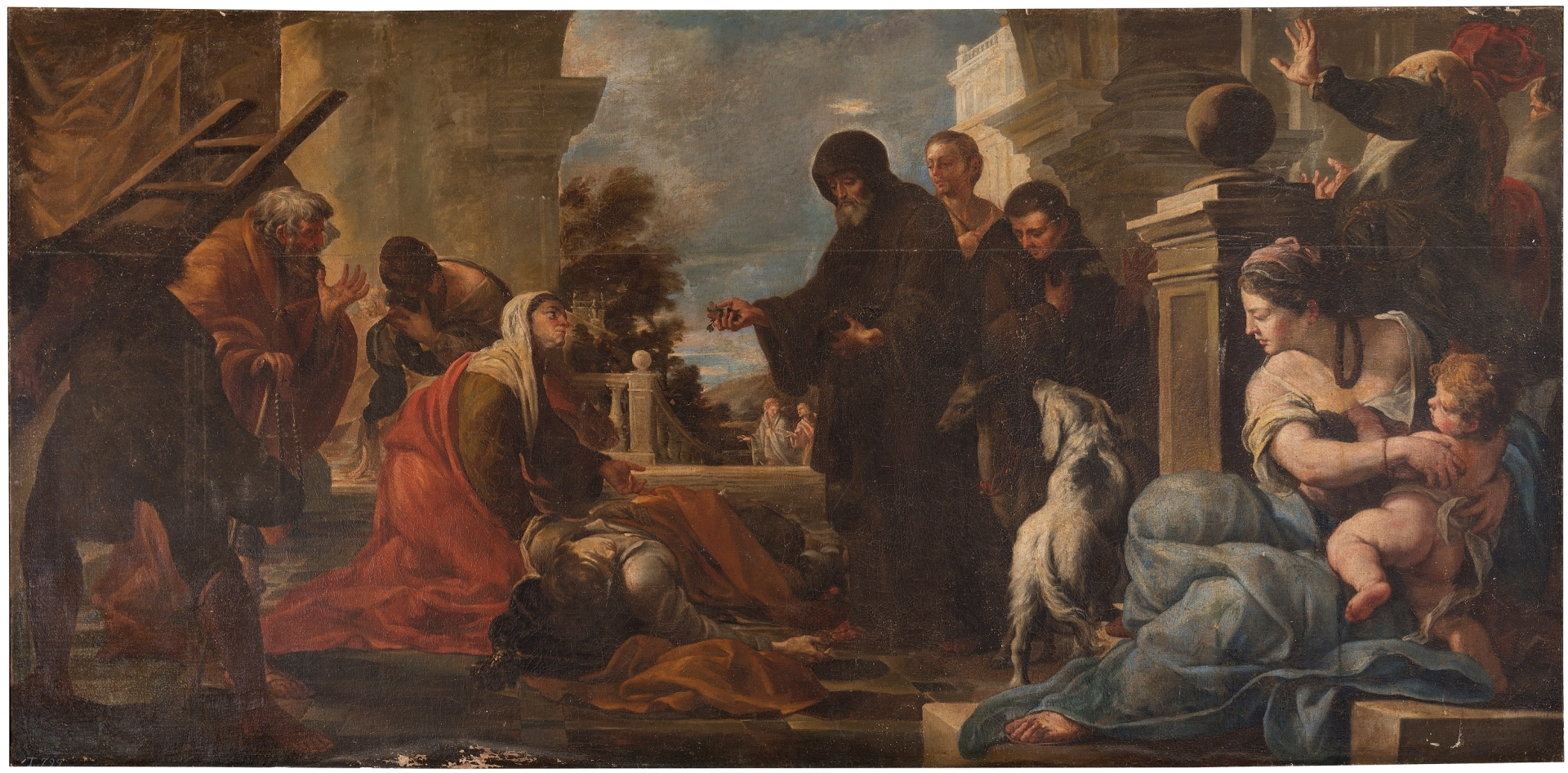
Milagro de San Francisco de Paula, por José Jiménez Donoso. Museo del Prado, España.

Francisco también predicaba sobre la conversión. A una persona a la que se le había curado una mano paralizada le dijo "Ve, barre tu casa, es decir, la conciencia, y se un buen cristiano". Se le atribuyen muchas sanaciones de enfermos (entre ellos cojos, sordos, mudos, ciegos y leprosos) e incluso la resurrección de personas consideradas muertas. En sus milagros de sanación, a veces utilizaba hierbas.

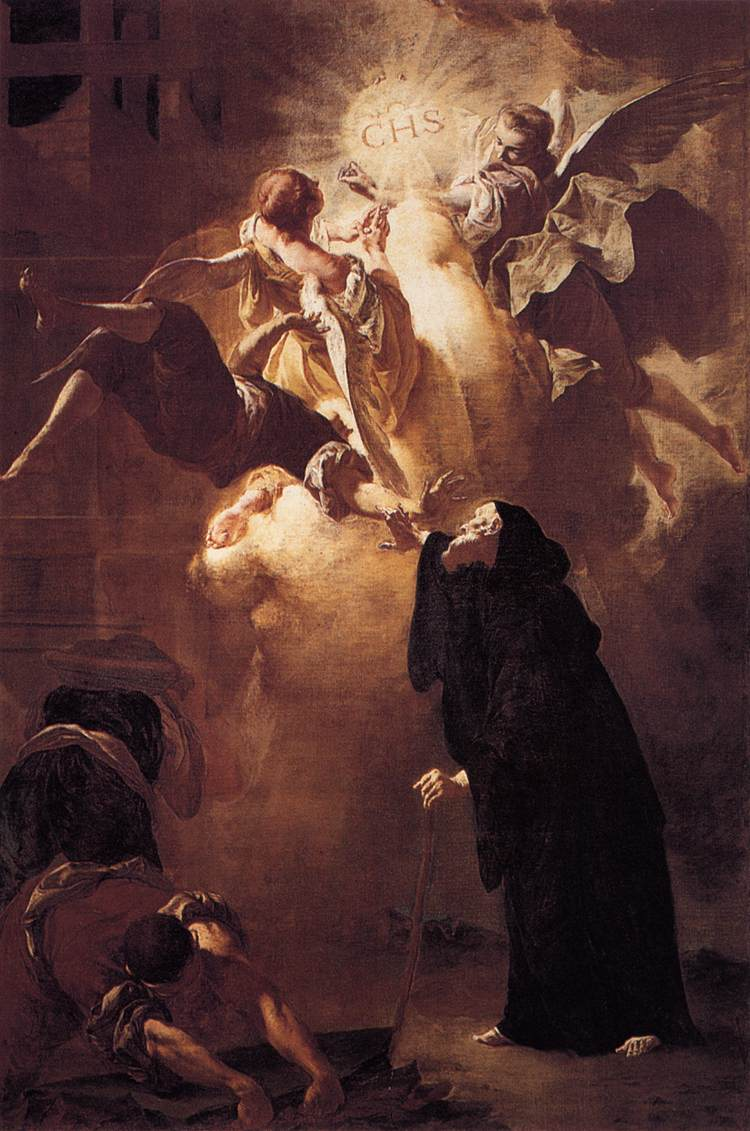
Milagro de san Francisco de Paula. Óleo sobre lienzo de Francesco Cappella. Hacia 1750.

### En Francia
La noticia de sus dotes de santidad y taumaturgia llegó a Tours, en Francia, que era un gran centro de comercio del país. Entonces el rey Luis XI se encontraba convaleciente de una enfermedad desde 1480 en el castillo de Plessis-lez-Tours. El 1480 mandó una embajada a Calabria para que el santo fuese a visitarle. Francisco se negó a ir pero el papa le envió dos breves para que fuese. El 2 de febrero de 1483 partió con dos discípulos a Nápoles, dirigiéndose luego al puerto de Ostia. De ahí fue a Roma, donde fue recibido en varias audiencias por el papa Sixto IV, que le dijo que le comunicase varios asuntos al rey francés. Posteriormente se dirigió a Génova, donde, según la tradición, profetizó que la orden tendría un monasterio en esta ciudad. Llegó a Francia, donde curó a muchos enfermos de una epidemia en la Provenza cuando iba de camino. Cuando llegó a Tours, se instaló con sus discípulos en un aposento junto a la ermita de San Matías, en los exteriores de la residencia real. Francisco no pudo curarlo, pero estuvo con el rey hasta su fallecimiento, en agosto de 1483. El papa aprovechó esta ocasión para trasladarle la petición al rey francés de que aboliese la Pragmática Sanción de Bourges de 1438. También Ferrante de Aragón aprovechó la visita para mejorar las relaciones con Francia. San Francisco de Paula convenció en su lecho de muerte a Luis XI para que restituyera a la corona de Aragón el Rosellón y la Cerdeña, por la paz en la cristiandad. Esto se llevó a cabo con su hijo, Carlos VIII, con el Tratado de Barcelona de 1493, gracias también a la participación del diplomático y fraile mínimo Bernardo Boyl.
San Francisco de Paula nombró como vicario suyo en España a Bernardo Boyl. En 1487 Boyl y otros frailes mínimos visitaron a Fernando el Católico durante el cerco que tenía en la ciudad de Málaga. Tras la Reconquista de la ciudad se fundó la ermita de Nuestra Señora de la Victoria. Aunque no fundaron ningún convento, Boyl y los otros mínimos fueron a Tours para decirle a Francisco que los Reyes Católicos estaban a favor de la fundación en España de conventos de su orden. Boyl se encontró de nuevo con los Reyes Católicos en Barcelona en 1493 y estos le cedieron la ermita de la Victoria de Málaga para que fundasen un convento, siendo este el primero de la orden en España.
La infanta Ana Beaujeu gobernó durante la minoría de edad del rey Carlos VIII. En París, el 19 de marzo de 1485, la infanta Ana le dio un permiso a los frailes para residir en el castillo de Plessis-lez-Tours hasta que tuvieran un monasterio. Carlos VIII construyó un monasterio para los mínimos en 1491 en Montils, donde el santo residió con su comunidad. El rey también donó fondos para la construcción del convento de la Trinidad en la cima del monte Pincio de Roma.
Carlos VIII también le tuvo una gran veneración a este santo y lo tuvo como consejero. Cuando comenzó su gobierno hubo una guerra con los bretones. El rey le pidió consejo a este santo. Según la tradición, Francisco pasó 23 días rezando y comió solamente dos panes. Cuando se produjo la batalla de Saint-Aubin-du-Cormier en 1488 ganaron las tropas del rey Carlos, a pesar de que su ejército era menos numeroso que el contrario.
Carlos VIII se casó con Ana de Bretaña. La reina Ana fundó el convento de mínimos de Nijón, cerca de París. Algunos nobles y clérigos de Nijón se opusieron a la fundación porque consideraban que en París ya había bastantes conventos. Los más opuestos fueron Juan Quintín y Juan Estandoc, doctores en teología de la Universidad de la Sorbona. Estos dos teólogos visitaron al santo en Tours. Francisco habló con ellos de teología y les citó la Biblia, dejando impresionados a los teólogos, que desde entonces fueron grandes defensores de la fundación del convento de Nijón. Juan Quintín tuvo alojados en su casa seis meses a la comunidad de religiosos que iban a estar en aquel convento. Juan Quintín le escribió una carta el 25 de marzo de 1496 alabando su conocimiento de la Sagrada Escritura.
Pedro de Lucena y Olid, caballero veinticuatro de Andújar y embajador de los Reyes Católicos en Francia, conoció a Francisco en Tours. Su hija Elena, y las dos hijas de esta, María y Francisca, también eran devotas de este santo. Francisca fue autorizada por carta del 25 de enero de 1489 por este santo para fundar una comunidad de religiosas de esta orden en Andújar. En 1495, Pedro de Lucena donó la ermita de Santa Elena, en su localidad, para la fundación de un convento masculino de la orden. Ese mismo año la comunidad de monjas de la ciudad fundó un convento. Julio II aprobó las reglas de las mínimas con la bula Dudum ad sacrum del 28 de julio de 1506.
En 1498 fue sucedido por su hermano Luis XII, que repudió a su legítima mujer, Juana de Valois, para casarse con Ana de Bretaña. San Francisco de Paula consoló a Juana tras este suceso. Posteriormente, Juana fundó la Orden de la Anunciada, en honor de la Virgen María, que fue aprobada por Alejandro VI. Juana falleció en 1505 y fue enterrada en el monasterio de Bourges, que ella misma había fundado. En 1498 Francisco le pidió una licencia al rey para regresar a Calabria y este se la concedió. No obstante, muchos miembros de la corte y, en especial, el cardenal Jorge de Ambuosa, le dijeron al monarca que Francisco era un hombre muy santo, que había ayudado mucho a los monarcas anteriores y que era un gran beneficio para Francia, por lo que el rey envió a mensajeros para decirle que no se fuese y Francisco se quedó. Luis XII se declaró protector de la orden y, además de renovarle los privilegios que le otorgaron Luis XI y Carlos VIII, eximió a los mínimos de todos los impuestos.
Maximiliano I de Habsburgo escribió a Francisco en 1497 para que fundase conventos de su orden en sus territorios. Francisco envió a su corte a fray Dionisio Bavier y a otros dos religiosos, que fueron recibidos por el archiduque. Fundaron conventos de la Santísima Trinidad, de Santa Ana y de San Andrés en Alemania.
En 1501 Alejandro VI, con la bula Ad ea quae, aprobó las segundas reglas de la Orden de los Mínimos y las primeras reglas de la Orden Tercera de los Mínimos para laicos.
Con la fundación de conventos, la orden pasó de un eremitismo a un cenobitismo.
Falleció el 2 de abril de 1507, en Viernes Santo. Recibió sepultura en el convento mínimo de Montils, en Francia. En 1592, los hugonotes saquearon su sepulcro, encontrando el cuerpo del santo incorrupto. Lo sacaron fuera, lo quemaron y esparcieron sus huesos. Los huesos fueron recuperados por los católicos, que los distribuyeron como reliquias entre varias iglesias de la orden.

## La situación política
En el siglo XV el Reino de Nápoles (donde se encontraba Calabria) y Sicilia estaban gobernados por virreyes de la corona de Aragón. A finales del siglo XV, con los Reyes Católicos, los reinos de Castilla y Aragón se unieron.

## Profecías
El santo predijo ante varias personas, en los años 1447, 1448 y 1449, la toma de Constantinopla por los turcos. Esto ocurrió el 29 de mayo de 1453, por parte del comandante Mehmed II, y Constantino XI murió en la batalla.
Francisco predijo que la ciudad de Otranto sería conquistada por los turcos en 1480. Cuando esto ocurrió, Fernando el Católico envió al conde de Arena a combatirlos. Antes de ir a la batalla, el Sitio de Otranto, el conde quiso visitar san Francisco de Paula, que le dijo a él y a los que le acompañaron que fuesen tranquilos y les dio a cada uno una vela bendecida. En la batalla, todos los soldados que fueron con el conde y que habían recibido la vela bendita se salvaron y uno que se negó a recibir la vela bendita murió en combate. Finalmente, los turcos se retiraron de Otranto en 1481.
En el siglo XVII Theodoor van Thulden pintó un episodio místico que la tradición dice que ocurrió en el siglo XVI. En el cuadro aparece Francisco de Paula junto al lecho de Luisa de Saboya para decirle que daría a luz al siguiente rey de Francia, el futuro Francisco I. En 1515 Luis XII murió sin un heredero varón y el trono pasó a Francisco I, de la Casa de Valois-Angulema. Luisa de Saboya y su esposo, el conde de Angulema, que en el cuadro se encuentra a la derecha del lecho, decidieron llamar a su hijo Francisco en honor de este santo.

## Leyendas

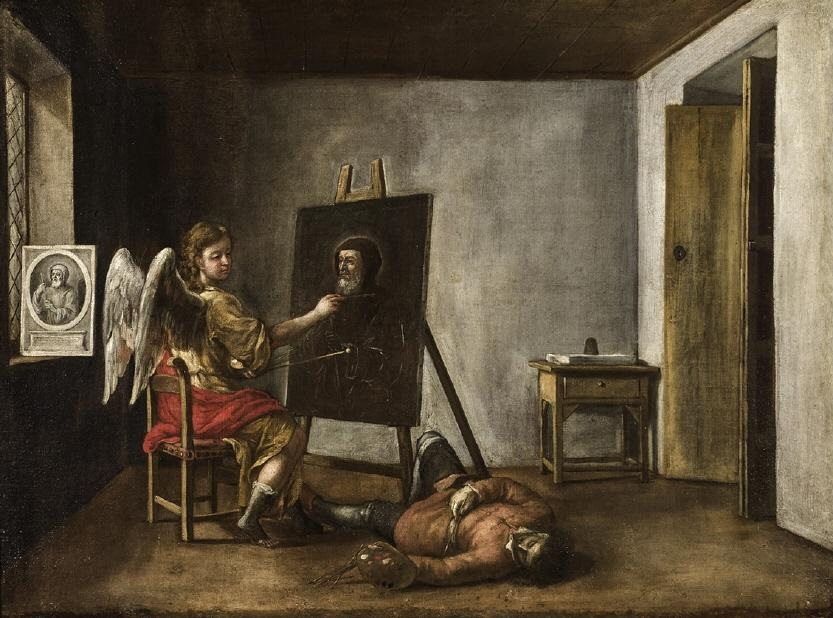
Retrato milagroso de San Francisco de Paula, por Lucas Valdés. Museo de Bellas Artes de Sevilla, España.

Se ha dicho que el escudo de la orden, con la palabra Charitas (en español "Caridad"), le fue dado a san Francisco de Paula por un par de ángeles, el arcángel Miguel o la Virgen María. Esto ha tenido un reflejo en las representaciones artísticas del santo.
Otra tradición dice que un pintor estaba realizando un retrato del santo basándose en un grabado y falleció. Entonces un ángel apareció y terminó de pintar el cuadro.

## Veneración

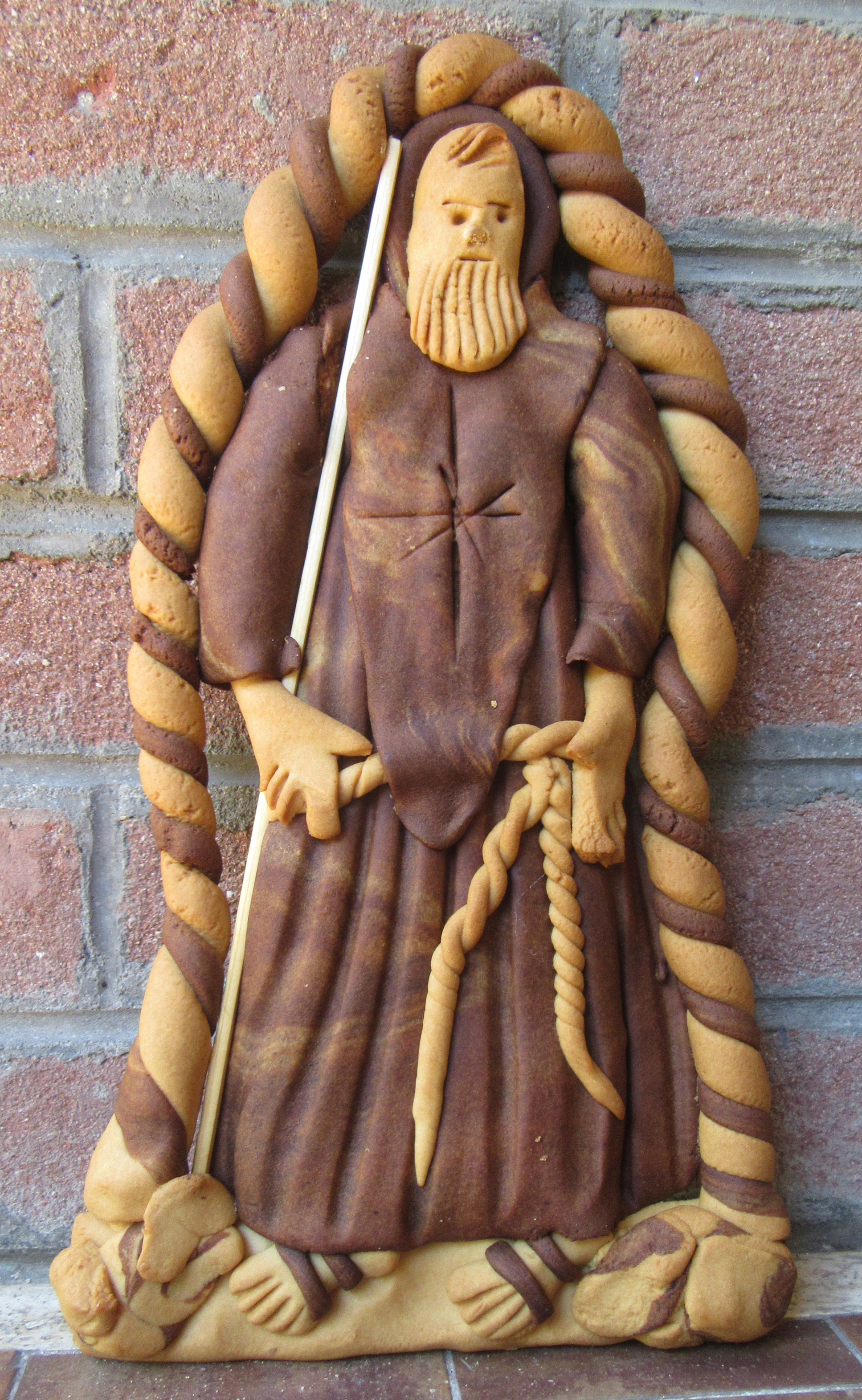
Imagen de San Francisco de Paula, en forma de 'nzuddha, típico pastel calabrés con miel.

Fue beatificado por León X el 9 de julio de 1513 y canonizado por este mismo pontífice el 1 de mayo de 1519. Su festividad se celebra el 2 de abril.
En Paula la festividad tiene lugar entre el 1 y el 4 de mayo, en honor de su canonización. Pío XII lo nombró patrón de la gente de mar de Italia el 27 de marzo de 1943. Es patrón de Calabria.
Es patrón de los delineantes.

### En España
Es Patrón y Protector de la Ciudad de Málaga donde además fundó su primer Convento en España en 1493; dedicado a la Patrona, Santa María de la Victoria.
Es patrón de Alacuás, provincia de Valencia. En 1537 Jaime García de Aguilar, señor de Alacuás, fundó en este municipio el convento mínimo de Nuestra Señora del Olivar. Gaspar de Bono, beatificado por Pío VI en 1786, fue provincial de la orden. Aunque permaneció la mayor parte de su vida en el monasterio de San Sebastián de Valencia, también fue superior del convento de Alaquàs.
Es patrón de Bolbaite, provincia de Valencia. Su fiesta patronal se celebra el segundo domingo de la Pascua de Resurrección.
Es patrón de Viver, provincia de Castellón. Su fiesta patronal se celebra el segundo viernes de la Pascua de Resurrección. Fernando de Aragón, duque de Calabria, dejó en herencia en el siglo XVI la villa de Viver al monasterio jerónimo de San Miguel de los Reyes. Estos autorizaron en 1603 la fundación de un convento de los mínimos, que se situó junto a la ermita de San Miguel. En 1605 se trasladó a otro inmueble, a las afueras de la localidad.
El 1 de mayo de 1650 fue nombrado patrón de Santaella, provincia de Córdoba. También se creó una hermandad que lo tuvo como titular. En la procesión del Corpus Christi de la localidad también hay una imagen de este santo.
Es patrón de Ráfol de Almunia, provincia de Alicante.
Es patrón de Albanchez de Mágina, provincia de Jaén, que, al igual que Paula, celebra la festividad en la primera semana de mayo.
Es patrón de Noalejo.
Es patrón de la localidad de Los Baldíos, en el municipio de San Cristóbal de la Laguna de Tenerife, Canarias.
El convento mínimo de la Victoria de la ciudad de Écija, provincia de Sevilla, fue fundado en el siglo XVI. En este lugar tuvo su sede la Cofradía del Santísimo Sacramento y la Virgen de la Esperanza, cuyas reglas se aprobaron en 1632. Se unió a la Cofradía de la Columna y Sangre de Cristo. Este es el origen de la Hermandad de Confalón, que tiene como titular a san Francisco de Paula.

### En Hispanoamérica
En Panamá es patrón de La Chorrera. En México es patrón de San Francisco del Refugio. En Venezuela es patrón de Baruta y de San Francisco de Yare.

## Representación
Suele representárselo con el hábito de la orden, barba larga y un bastón. También se lo representa junto a la palabra "Charitas" sostenida por dos ángeles, que es el lema de la orden.